# 快感MAP
『快感MAP』（かいかんまっぷ）は、2006年10月3日（2日深夜）から2008年4月1日（3月31日深夜）までテレビ朝日で毎週火曜日0:15 - 0:45（月曜日深夜、『ネオネオバラエティ』枠）にて放送されていたバラエティ番組。
姉妹番組にあたる『大胆MAP』がゴールデン枠のレギュラー番組に昇格したことに伴い、2008年1月7日より『快感MAP〜もしものシミュレーション〜』に改題され、内容も大幅にリニューアルした。2008年4月より『お試しかっ!』と改題し、月曜『ネオバラエティ』枠に移動。

## 2007年12月まで
毎週、テーマに添った場所・店・人物を集めた地図を作るという趣旨で、コーディネーター（準レギュラー）が取材に出かける。そのロケVTRを、編集長・ゲスト・取材を担当しなかったコーディネーターのうち1～2組が見る中で、コーディネーターがプレゼンテーションする。
当初はテーマの依頼者としてゲストがスタジオに出演していたが、2007年に入ってからは編集長とコーディネーターのみとなった。

### 出演者
- 久本雅美（編集長）
- タカアンドトシ（コーディネーター） - 大胆MAPでは兼司会担当

#### 準レギュラー
コーディネーター
- ほっしゃん。 - 主に芸能がらみの取材を担当
- 小池栄子（2007年9月まで）
- 西川史子 - 主に整形・性転換がらみの取材を担当　※後にお願い!ランキングの人気企画『西川史子の美人ニューハーフランキング』として復活する。2007年には1996年ミス日本の同期生の近澤美歩（同年グランプリ受賞）を訪ねる企画のレポートも担当した。
- カンニング竹山 - 主に「取材拒否の名店」のような取材を担当
- 飯尾和樹（ずん）
- ハリセンボン
- にしおかすみこ
- 山里亮太（南海キャンディーズ）
- ヒロシ
- 北陽

### 『大胆MAP』との関係
『大胆MAP』は、『快感MAP』の姉妹番組にあたる。2007年4月よりドスペ2枠・日曜ワイド枠で不定期に放映されていた。内容は『快感MAP』とほぼ同じだが、ロケを担当する出演者がコーディネーターと名乗らず調査員と名乗ること、そしてその取材した内容が審査され「保存」か「削除」かが決められることなどの違いがある。
2007年9月22日、ゴールデンタイム（19:00 - 20:54）にアニメの声優をテーマにした『大胆MAP』特番が放映された。これが好評だったため、『大胆MAP』は2008年1月20日から日曜19時台でのゴールデン進出およびレギュラー化が決定し、それまで『快感MAP』で扱われていた内容や出演者のほとんどが『大胆MAP』に移行することとなった。

## 2008年1月より
タカアンドトシが、「Mr.S」と名乗る謎の人物の指令に従い、日常生活で起こりうる危険や疑問について体を張ってシミュレーションをする。全篇ロケVTRのみで構成される。

### 出演者
- タカアンドトシ

## ネット局
| 放送対象地域   | 放送局                   | 系列           | 放送日時                           | 遅れ       |
| -------------- | ------------------------ | -------------- | ---------------------------------- | ---------- |
| 関東広域圏     | テレビ朝日（EX）         | テレビ朝日系列 | 火曜 0時15分 - 0時45分（月曜深夜） | 制作局     |
| 青森県         | 青森朝日放送（ABA）      | テレビ朝日系列 | 火曜 0時15分 - 0時45分（月曜深夜） | 同時ネット |
| 岩手県         | 岩手朝日テレビ（IAT）    | テレビ朝日系列 | 火曜 0時15分 - 0時45分（月曜深夜） | 同時ネット |
| 宮城県         | 東日本放送（KHB）        | テレビ朝日系列 | 火曜 0時15分 - 0時45分（月曜深夜） | 同時ネット |
| 秋田県         | 秋田朝日放送（AAB）      | テレビ朝日系列 | 火曜 0時15分 - 0時45分（月曜深夜） | 同時ネット |
| 山形県         | 山形テレビ（YTS）        | テレビ朝日系列 | 火曜 0時15分 - 0時45分（月曜深夜） | 同時ネット |
| 福島県         | 福島放送（KFB）          | テレビ朝日系列 | 火曜 0時15分 - 0時45分（月曜深夜） | 同時ネット |
| 新潟県         | 新潟テレビ21（UX）       | テレビ朝日系列 | 火曜 0時15分 - 0時45分（月曜深夜） | 同時ネット |
| 長野県         | 長野朝日放送（abn）      | テレビ朝日系列 | 火曜 0時15分 - 0時45分（月曜深夜） | 同時ネット |
| 石川県         | 北陸朝日放送（HAB）      | テレビ朝日系列 | 火曜 0時15分 - 0時45分（月曜深夜） | 同時ネット |
| 静岡県         | 静岡朝日テレビ（SATV）   | テレビ朝日系列 | 火曜 0時15分 - 0時45分（月曜深夜） | 同時ネット |
| 中京広域圏     | メ～テレ（NBN）          | テレビ朝日系列 | 火曜 0時15分 - 0時45分（月曜深夜） | 同時ネット |
| 香川県・岡山県 | 瀬戸内海放送（KSB）      | テレビ朝日系列 | 火曜 0時15分 - 0時45分（月曜深夜） | 同時ネット |
| 沖縄県         | 琉球朝日放送（QAB）      | テレビ朝日系列 | 火曜 0時15分 - 0時45分（月曜深夜） | 7日遅れ    |
| 広島県         | 広島ホームテレビ（HOME） | テレビ朝日系列 | 火曜 0時10分 - 0時40分（月曜深夜） | 14日遅れ   |
| 長崎県         | 長崎文化放送（NCC）      | テレビ朝日系列 | 火曜 1時15分 - 1時45分（月曜深夜） | 14日遅れ   |
| 大分県         | 大分朝日放送（OAB）      | テレビ朝日系列 | 火曜 1時15分 - 1時45分（月曜深夜） | 14日遅れ   |
| 山口県         | 山口朝日放送（yab）      | テレビ朝日系列 | 日曜 0時30分 - 1時00分（土曜深夜） | 19日遅れ   |
| 福岡県         | 九州朝日放送（KBC）      | テレビ朝日系列 | 土曜 10時00分 - 10時30分           | 26日遅れ   |
| 北海道         | 北海道テレビ（HTB）      | テレビ朝日系列 | 土曜 1時15分 - 1時45分（金曜深夜） | 39日遅れ   |
| 熊本県         | 熊本朝日放送（KAB）      | テレビ朝日系列 | 日曜 16時30分 - 17時00分           | 41日遅れ   |
| 愛媛県         | 愛媛朝日テレビ（eat）    | テレビ朝日系列 | 日曜 1時30分 - 2時00分（土曜深夜） | 54日遅れ   |
| 富山県         | 北日本放送（KNB）        | 日本テレビ系列 | 日曜 13時00分 - 13時30分           |            |
| 鳥取県・島根県 | 日本海テレビ（NKT）      | 日本テレビ系列 | 火曜 2時01分 - 2時31分（月曜深夜） | 23週遅れ   |

- 朝日放送・鹿児島放送を除くANNフルネット22局で放送された。
- 北日本放送では2008年3月をもって大胆MAP開始によるリニューアル前にネット打ち切りとなり、4月20日から同じく日曜日に『お試しかっ!』が開始している。
- 愛媛朝日テレビでは2008年4月20日を以って打ち切られた。後番組は広島ホームテレビの『アグレッシブですけど、何か?』。

## スタッフ
- ナレーター：垂木勉
- 企画：平城隆司（2007年6月までチーフプロデューサー）
- 構成：鈴木おさむ、樋口卓治、佐藤俊明
- 技術：桝田茂雄（テイクシステムズ）
- カメラ：雨森貴之、西村佳晃
- 照明：宮内貴生（KYORITZ）
- 音声：森永茂
- VE：青木和敬
- ロケ技術：TSP
- デザイン：堀場綾枝子
- 美術進行：楢崎仁志（テレビ朝日クリエイト）
- 電飾：川村浩太
- バルーン：橋本隆
- 大道具：田口泰久
- 小道具：益子尚正
- CGデザイン：形部まり子、古家大悟、長澤紀子
- モニター：石井智之・安藤洋一（テレビ朝日サービス）
- 編集：鈴木大助（IMAGICA）→ 渡辺健一（IMAGICA）
- MA：小嶋雄介（IMAGICA）→ 奴賀貴幸（IMAGICA）
- 音効：國安啓・井上竜一（TSP）→ 波多野精二（CUBIC）
- TK：林邉ゆかり
- 宣伝：千葉晶子
- WEB制作：小泉美貴（旧姓・石黒、スタッフロールでは『石黒美貴』と表記のみ）
- デスク：麦倉奈緒
- 編成：松瀬俊一郎、宮田奈苗
- 制作スタッフ：福地剛、木坂優介、菅原悠平
- アシスタントプロデューサー：増村紀男、渡辺章太郎、伊部千佳子、加藤靖也
- ディレクター：岡田直也、滑川親吾、久保信広、木津優
- チーフディレクター：田中慶
- プロデューサー：奥村彰浩、中野光春、樋口圭介
- プロデューサー・演出：奥川晃弘
- チーフプロデューサー：河口勇治
- 制作著作：テレビ朝日